# 梶並村
梶並村（かじなみむら）は、岡山県勝田郡にあった村。
現在の美作市右手、梶並、楮、東谷上、東谷下、真殿に当たる。

## 沿革
- 1889年6月1日 - 町村制施行に伴い、勝北郡右手村、梶並村、楮村、東谷上村、東谷下村、真殿村が合併し、梶並村となる。大字梶並に役場を置く。
- 1900年4月1日 - 勝北郡が勝南郡と合併し、勝田郡となる。
- 1955年1月1日 - 勝田郡勝田町と合併し、新たな勝田町となる。

## 地名の読み方
- 右手（うて）
- 梶並（かじなみ）
- 楮（こうぞ）
- 東谷上（ひがしだにかみ）
- 東谷下（ひがしだにしも）
- 真殿（まとの）

## 現在の様子

### 郵便番号
- 707-0201 美作市梶並
- 707-0202 美作市楮
- 707-0203 美作市真殿
- 707-0204 美作市右手
- 707-0205 美作市東谷上
- 707-0206 美作市東谷下

### 教育

#### 幼稚園
- 美作市立梶並幼稚園

#### 小学校
- 美作市立梶並小学校

### 交通

#### 鉄道
旧村内を走る鉄道およびその駅なし

#### 道路

##### 高速道路
旧村内を走る高速道路なし

##### 国道
旧村内を走る国道なし

##### 県道
- 主要地方道
  - 岡山県道7号智頭勝田線
- 一般県道
  - 岡山県道357号梶並立石線

### 河川・山岳

#### 河川
- 梶並川
- 木地山川
- 楮川
- 東谷川

### 寺院・神社

#### 寺院
- 神宮寺
- 蔵宝寺

## その他
東谷上村、東谷下村は古くは、梶並東谷上村、梶並東谷下村とも呼ばれ、それに対応して、梶並村になる範囲では、梶並中谷村（＝町村制前の梶並村）、梶並中谷右手村（＝右手村）、梶並中谷真殿村（＝真殿村）、梶並西谷楮村（＝楮村）があった。
また勝田郡豊並村（現・奈義町）になる部分には、梶並西谷小坂村（＝小坂村、現・奈義町小坂）、梶並西谷皆木村（＝皆木村、現・奈義町皆木）があり、上記と合わせ、広い意味での梶並地域は、大きくは東谷、中谷、西谷に分かれていた。なお、馬桑村（現・奈義町馬桑）も元々梶並西谷村の一部であった。なお、梶並西谷村は最初から小坂・馬桑・楮・皆木の4村に分かれたわけでなく、最初に分かれたときは楮村と皆木村を合わせた部分は下村であった。
※小坂（おさか）、馬桑（まぐわ）、皆木（みなぎ）、梶並中谷（かじなみなかだに）、梶並東谷（かじなみひがしだに）、梶並西谷（かじなみにしだに）と読む。